# Postulat des géodésiques
 (novembre 2019).
Le postulat des géodésiques est, en relativité générale, le principe selon lequel les particules-tests sans rotation propre et en chute libre suivent des géodésiques de l'espace-temps.

## Histoire
Le postulat des géodésiques,, aussi connu sous le nom de postulat du mouvement géodésique, est qualifié de « postulat » pour des raisons d'ordre historique, Albert Einstein (1879-1955) l'ayant initialement inclus dans sa théorie métrique de la gravitation comme un « postulat indépendant ». Il s'agit, en fait, d'une conséquence de l'équation du champ, comme Einstein lui-même l'a notamment démontré en 1938 avec Leopold Infeld (1898-1968) et Banesh Hoffmann (1906-1986).